# Nchwaningite
La nchwaningite est une espèce minérale du groupe des silicates et du sous-groupe des inosilicates, de formule Mn2+2SiO3(OH)2,H2O, pouvant présenter des traces d'aluminium, fer, magnésium et calcium.

## Inventeur et étymologie
La nchwaningite a été décrite en 1995 par Daniel Nyfeler, Thomas Ambruster, Roger Dixon et Vladimir Bermanec; elle fut nommée ainsi d'après sa localité-type : la mine N'Chwaning, en Afrique du Sud.

## Topotype
- N'Chwaning II Mine, N'Chwaning Mines, Kuruman, Kalahari manganese fields, Cap-du-Nord, Afrique du Sud[2],[3]

## Cristallographie
- Paramètres de la maille conventionnelle : a = 12,67 Å, b = 7,21 Å, c = 5,34 Å, Z = 4, V = 487,81 Å3
- Densité calculée = 3,24

## Gîtologie
La nchwaningite se trouve dans les vacuoles des minerais de magnésium.

### Minéraux associés
- Calcite, bultfontéinite, chlorite

## Habitus
La nchwaningite se trouve sous la forme d'agrégats radiés de cristaux aciculaires allongés et bruns. Les plus grands cristaux atteignent 1.0 x 0.2 x 0.1 millimètre.

## Gisements remarquables
La nchwaningite est un minéral extrêmement rare qui ne se trouve que dans un seul gisement au monde.
- Afrique du Sud

N'Chwaning II Mine, N'Chwaning Mines, Kuruman, Kalahari manganese fields, Cap-du-Nord,
Wessels Mine (Wessel's Mine), Hotazel, Kalahari manganese fields, Cap-du-Nord